# قوائم الدول الأعضاء في الاتحاد الأوروبي

كثافة السكان في الاتحاد الأوروبي 2014

توفر قوائم الدول الأعضاء في الاتحاد الأوروبي أنواعًا مختلفة من المعلومات حول كل دولة من دول الاتحاد الأوروبي . وهي تشمل قوائم حول السياسة والتركيبة السكانية والاقتصاد.

## القوائم العامة
- دولة عضو في الاتحاد الأوروبي ، بما في ذلك قائمة بجميع الدول الأعضاء
- قائمة الدول الأعضاء في الاتحاد الأوروبي حسب النظام السياسي
- قائمة الدول الأعضاء في الاتحاد الأوروبي حسب عدد السكان

## القوائم المتعلقة بالاقتصاد
- قائمة الدول الأعضاء في الاتحاد الأوروبي حسب نمو الناتج المحلي الإجمالي
- قائمة الدول الأعضاء في الاتحاد الأوروبي حسب متوسط الأجر
- قائمة الدول الأعضاء في الاتحاد الأوروبي حسب النفقات الصحية لكل شخص
- قائمة الدول الأعضاء في الاتحاد الأوروبي حسب الحد الأدنى للأجور
- قائمة الدول الأعضاء في الاتحاد الأوروبي حسب معدل البطالة